# Werner Ries
Werner Ries (* 20. März 1921 in Nürnberg; † 26. Mai 2007 in Leipzig) war ein deutscher Internist und Gerontologe.

## Werdegang
Ries studierte in Würzburg und Leipzig Medizin. In Leipzig wurde er 1945 promoviert. Danach absolvierte er eine Facharztausbildung für Innere Medizin an der Medizinischen Universitätsklinik Leipzig. Seine Habilitation erfolgte 1956 in Leipzig.
Ries arbeitete unter Max Bürger, dessen Schüler er war. 1969 wurde Ries zum ordentlichen Professor für Innere Medizin/Gerontologie berufen. Er bekam den ersten deutschen Lehrstuhl für Gerontologie. Ries war 1965 Mitbegründer der Arbeits- und Forschungsgemeinschaft Gerontologie in Leipzig, aus der noch im gleichen Jahr die Gesellschaft für Alternsforschung der DDR wurde. Von 1966 bis 1969 war Ries der erste Vorsitzende der Gesellschaft. 1977 wurde Ries Ordentliches Mitglied der Sächsischen Akademie der Wissenschaften. Nach der Wiedervereinigung und dem Zusammenschluss der beiden gerontologisch-geriatrischen Fachgesellschaften zur Deutschen Gesellschaft für Gerontologie und Geriatrie (DGGG) war Ries von 1992 bis 1997 Vizepräsident des Vereins.
1991 und 1992 wurde Ries in die Sachverständigenkommission Altenbericht des Bundesministeriums für Familie und Senioren berufen.

## Werk und Ehrungen
Werner Ries verfasste 11 Monographien, 17 Buchbeiträge und war Autor beziehungsweise Co-Autor von ungefähr 225 Originalarbeiten.
Er war Ehrenmitglied der Deutschen Gesellschaft für Gerontologie und Geriatrie, der Allunionsgesellschaft für Gerontologie der UdSSR, der Sektion Ernährung der Akademie der Wissenschaften Bulgariens und der Sächsischen Gesellschaft für Innere Medizin. 1977 wurde er als ordentliches Mitglied in die Sächsische Akademie der Wissenschaften aufgenommen.
Ries wurde 1980 die Theodor-Brugsch-Medaille der medizinischwissenschaftlichen Gesellschaften der DDR, 1983 die Hufeland-Medaille in Gold, 1986 die Max-Bürger-Medaille der Gesellschaft für Innere Medizin der DDR, 1990 die Fritz-Verzir-Medaille der European Biological Section of International Association of Gerontology und 1993 der Dr. Fritz-Buch-Preis für Alternsforschung verliehen. In der DDR erhielt er die Titel Medizinalrat und Obermedizinalrat. 1996 bekam Ries das Bundesverdienstkreuz 1. Klasse.

## Bibliographie (Auswahl)
- Aufgaben der klinischen Alternsforschung. Leipzig: Karl-Marx-Univ., 1981.
- Studien zum biologischen Alter. Berlin: Akademie-Verlag, 1982.
- Max Bürger (1885–1966) Internist, Pathophysiologe, Alternsforscher. Leipzig: Johann Ambrosius Barth, 1985.
- (mit Max Bürger) Methoden und Erkenntnisse der Alternsforschung. Berlin: Akademie-Verlag, 1986.